# Dios, Patria, Rey

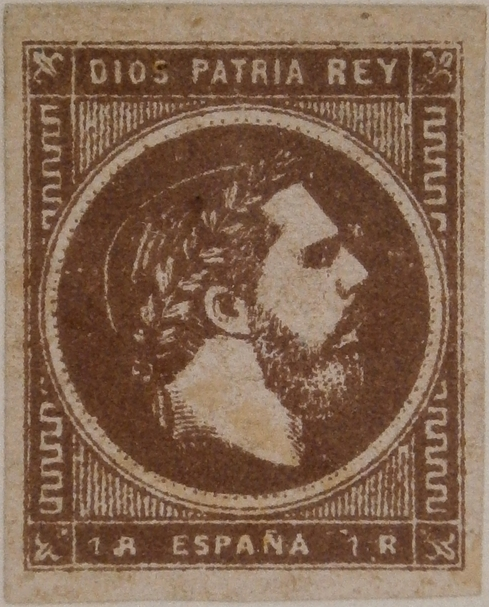
El trilema carlista en un sello emitido durante la tercera guerra carlista (1875)

«Dios, Patria, Rey» es el lema triádico del carlismo que sintetiza la aspiración a una monarquía católica y tradicional. 
Se compara con la expresión «Trono y Altar» con la que se identificaban, desde el Congreso de Viena de 1814, las fuerzas contrarrevolucionarias de la Restauración europea reunidas en la Santa Alianza. 
El lema carlista tuvo algunas variantes en su formulación, como «Dios, Patria, Rey, Jueces», y la posterior adición de los fueros («Dios, Patria, Fueros, Rey») como defensa por el carlismo de los derechos históricos regionales vascos y navarros (y de otras zonas forales del Antiguo Régimen, como Valencia, Cataluña  y Aragón). 
El lema se hizo popular en la Marcha de Oriamendi, himno carlista a partir de la década de 1930 cuya letra comienza con las palabras «Por Dios, por la Patria y el Rey». El origen de esta marcha se remonta a la batalla de Oriamendi (1837), con letra original en vascuence. Ignacio Baleztena la tradujo al castellano en 1908.
El lema carlista es similar al trilema «Allah, al-Watan, al-Malik» («Dios, la Patria, el Rey»), empleado en Marruecos.